# 江善夫
江善夫（1900年—1975年），又名江常师、江一帆，安徽省宿县人。中国共产党早期人物。

## 生平
早年在上海中华职业学校读书，1922年，由职校的张涤中介绍加入中国社会主义青年团。1923年，任芜湖社会主义青年团地方执行委员会秘书。1925年，加入中国共产党。1926年被派往苏联莫斯科东方大学学习。1928年12月回国，任中共中央徐海蚌地区巡视员。1929年到中共上海沪西区委工作。1930年底脱党。中华人民共和国成立后，在北京教书。1975年病逝。终年75岁。